# Sojovský
Příjmení Sojovský vyskytující se nejčastěji v České republice se podle nejstarších pramenů vyskytuje již v roce 1345 v obci Sojovice v přídomku jména Borzkonis de Swogiewicz. V dnešní době je tímto příjmením nejhustěji osídleno Mladoboleslavsko. Dříve zmíněná obec Sojovice a její jméno, které je patrně odvozeno od jejich majitelů, kteří se počeštěle mohli jmenovat např. Sovoj či Vsevoj.

## Vladykové ze Swogiewitz
Prvním nám známým majitelem Sojovic byl Bořek, dále pak Ivan se synem Petrem. Další záznamy z toku 1392 mluví o vladykovi jménem Wlachen de Sowogiewicz. Dále v roce 1406 je uváděno jméno Johan de Sowgiowicz. Už v této době si jméno procházelo vývojem.
Koncem 15. století členové vladyckého rodu ze Sojovic začali psát své příjmení jako Stránovští.
Nově psaní Stranovští měli ve štítu šachovnici. Na náhrobku Buriana Stranovského ze Sojovic se nalézalo šest svislých a čtyři vodorovné šachy, v dalším pak šest x sedm šachů. Ty byly šikmo rozděleny, horní polovina byla stříbrná, dolní polovina odshora dolů modrá, červená a zlatá. Vodorovně zprava doleva modrá, zlatá a červená. Štít měl v klenotu složená křídla, v nichž spodní křídlo bylo zespodu zlaté, pak modré a shora červené. Spodní část svrchního křídla bylo stříbrné, brka měla postupně barvu zlatou, modrou, červenou, modrou, červenou, zlatou a zakončení zlatou, modrou, zlatou a modrou.
Tito vladykové pobývali na malé tvrzi, která zhruba v roce 1500 zanikla. V dnešní době po této tvrzi nezůstaly žádné stopy a nedochovala se ani v paměti obyvatel.
Nejznámějším příslušníkem tohoto vladyckého rodu byl Jaroš Stránovský ze Sovojovic a z Nového Stranova byl významným státníkem a úředník v době Jiřího z Poděbrad. Roku 1505 se připomíná Jan ze Sovojovic a v roce 1526 Václav Amcha z Borovnice a na Sovojovicích. Díky Krajířům z Krajku, majitelům sousedního panství Brandýs, byly Sojovice spojeny s Brandýsem.

## Sojovští na Stránově
Na místě dnešního zámku Stránov stála původně dřevěná tvrz, na které se připomíná v roce 1429 pan Bohuněk ze Stránova. Na jejím místě nechal postavit Jaroš ze Sovojovic v letech 1463 – 1468 pevný gotický hrad, který dostal jméno Nový Stránov.
V letech 1545 – 1589 byl hrad v majetku známého rodu Berků z Dubé.

## Stránovští ze Sovojovic
O vladyckém rodě Stránovských ze Sovojovic se první prameny zmiňují v 15. století, kdy Jaroš ze Sovojovic získal hrad Stránov u Mladé Boleslavi. Jan byl velikým přívržencem Jiřího z Poděbrad a podílel se také v roce 1448 na obsazení Prahy. Stránovští postupně drží vesnice jako jsou např.: Kříčov, Niměřice, Vlašim, Chotělice atd. Rod vymírá roku 1617. Jeho posledním představitelem je Markvart Stranovský.

## Sojovští ve Vlašimi
Na město byla Vlašim povýšena v roce 1580. Do roku 1588 došlo ještě ke dvěma předáním města do rukou rytířů nejprve z rodu Markvartové Stranovští ze Svojovic a o čtyři roky později z rodu Klenovští ze Ptení.

## Slavní nositelé jména
- Rytíř Markvart Stranovský ze Sojovic[4]
- Jaroš ze Sojovic